# Pteropus melanopogon
Pteropus melanopogon, también llamado zorro volador de barba negra, es una especie de murciélago frugívoro perteneciente  a la familia Pteropodidae, género Pteropus, las especies de este género son conocidas comúnmente como zorros voladores. Es endémico de Indonesia, encontrándose en las islas de Ambon, Buru, Seram, Banda, Yamdena y Aru. Se encuentra en peligro de extinción por deforestación y caza humana.